# گازلی‌گول‌آک‌اورن (احسانیه)
گازلی‌گول‌آک‌اورن (به ترکی استانبولی: Gazlıgölakören) یک منطقهٔ مسکونی در ترکیه است که در احسانیه واقع شده‌است.